# Mart-Meskinta-Kirche

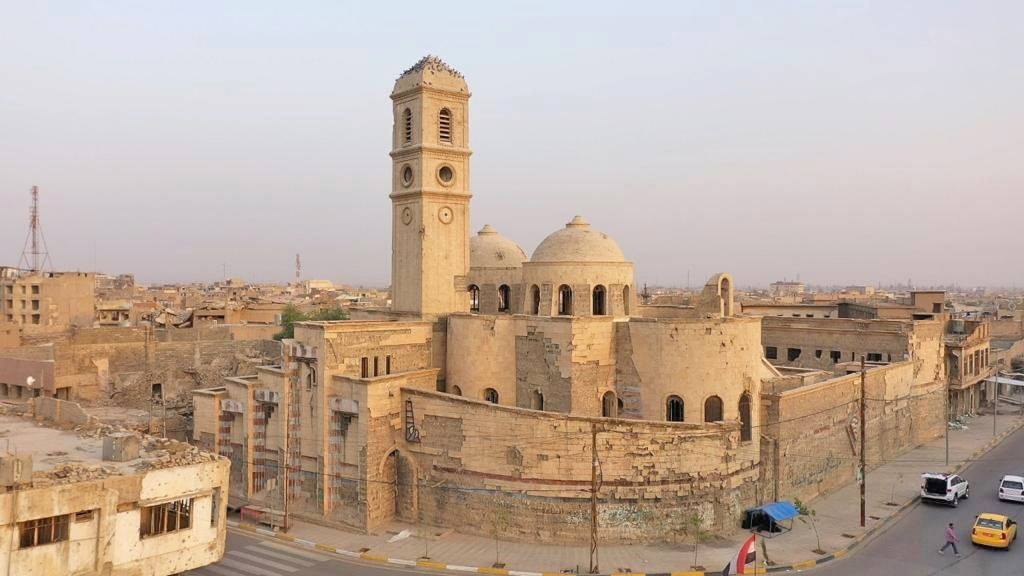

Die Chaldäische Mart-Meskinta-Kirche (arabisch كنيسة القديسة مسكنتة الكلدانية) ist eine Kirche in der irakischen Stadt Mossul, die wahrscheinlich vor dem Jahre 1200 erbaut wurde. Sie war von 1851 bis 1950 Kathedrale des chaldäischen Patriarchats von Babylon und bis in die 1980er Jahre Kathedrale der Erzeparchie Mosul der Chaldäisch-katholischen Kirche.

## Standort
Die Chaldäisch-katholische Mart-Meskinta-Kirche steht im Zentrum der Altstadt Mossuls rund 180 m südlich der Ninive-Straße (شارع نينوى), rund 200 m westlich der auch Schaziani-Straße genannten Faruq-Straße (شارع الفاروق), etwa 60 m nördlich der im Krieg schwer zerstörten chaldäischen Sham’ûn-al-Safâ-Kirche (كنيسة شمعون الصفا الكلدانية) und rund 250 m südlich der syrisch-orthodoxen Thomaskathedrale (كاتدرائية القديس توما للسريان الأرثوذكس) auf 233 m Meereshöhe. Dies ist eine traditionell christliche Gegend, die auch als Sham’ûn al-Safâ (شمعون الصفا) oder al-Mayyāsa (المياسة) bekannt ist.

## Geschichte
Die Mart-Meskinta-Kirche wird erstmals in einem Evangeliar aus dem Jahre 1199 oder 1212 erwähnt und danach nochmals in Schriften der Jahre 1667, 1681, 1708, 1766 und 1827 genannt. Bis Mitte des 19. Jahrhunderts war sie eine kleine Kirche, doch 1830 wurde das chaldäische Patriarchat von Amid nach Mossul verlegt, wo zunächst die der Mart-Meskinta-Kirche benachbarte Sham’ûn-al-Safâ-Kirche Patriarchalkathedrale wurde. Auf Veranlassung des chaldäischen Patriarchen Joseph Audo wurde die Mart-Meskinta-Kirche 1851 durch einen großen Neubau ergänzt und wurde nunmehr auch chaldäische Patriarchalkathedrale. In den Jahren von 1904 bis 1907 wurde die Mart-Meskinta-Patriarchalkathedrale unter dem chaldäischen Patriarchen Joseph Emmanuel II. Toma nochmals erweitert. Ihren besonderen Status verlor sie, als 1950 das chaldäische Patriarchat nach Bagdad verlegt wurde. Immerhin blieb Mart Meskinta die Kathedrale der chaldäischen Eparchie Mossul, die am 14. Februar 1967 zur Erzeparchie erhoben wurde. In den 1980er Jahren verlegte jedoch der chaldäische Erzbischof Georges Garmou den Sitz seiner Erzeparchie von Mart Meskinta in die chaldäische al-Tahira-Kirche, die somit Kathedrale wurde. In den Jahren nach der Invasion der USA im Irak ab 2003 führten die Christenverfolgungen islamistischer Terroristen zu einem Massenexodus. Nach der Eroberung der Stadt durch den Daesch (IS) im Juni 2014 verließen die letzten Christen die Stadt. Die nunmehr verwaiste Mart-Meskinta-Kirche, in der durch den Krieg auch zahlreiche historische kirchliche Dokumente verloren gingen, erlitt schwere Beschädigungen. Neuere Bilder zeigen ein Kirchengebäude mit umherliegenden Trümmern, dessen Grundmauern, Gewölbe, Dach und Kirchturm (ohne Kreuz) aber noch stehen.

## Architektur
Die alte Mart-Meskinta-Kirche bis 1851 war eine kleine einschiffige Kirche und war 10 m lang und 3 m breit mit einem Eingang im Westen in einer Achse bis zum Altar im Osten, von dem rechts das Taufbecken ist. Hier befinden sich die Gräber einiger Bischöfe. Der neue Kirchenbau von 1851, eine dreischiffige Basilika mit fünf Säulenjochen, ist 36 m lang und 18 m breit. Er verläuft von Nordwest nach Südost, wo sich das Heiligtum befindet. Trotz seines geringeren Alters befindet sich auch dieser Gebäudeteil deutlich unterhalb der Straßenebene. Im Nordosten befinden sich die beiden getrennten Eingangstüren für Männer und Frauen zum linken Seitenschiff hin. Das Gewölbe des Hauptschiffes mit Tonnendach wird von vier Paar massiven, vierkantigen Pfeilern getragen. Über dem Heiligtum befindet sich eine Kuppel mit halbkreisförmigen Trompen. In der einstigen Mart-Meskinta-Patriarchalkathedrale sind zwei chaldäische Patriarchen begraben: Pierre Eliyya Abo-Alyonan (1840–1894) und Joseph Emmanuel II. Toma (1852–1947). In der Kirche wurden auch Reliquien der Märtyrerin Meskinta verwahrt.